# Yssouf Koné
Yssouf Koné, född den 19 februari 1982 i Korhogo, Elfenbenskusten, är en fotbollsspelare (forward) som senast spelade för den norska klubben Vålerenga. Tidigare har han bland annat spelat för norska klubben Rosenborg BK. Förutom framgångarna med de norska klubbarna är han också känd för att ha gjort två sena mål för Burkina Faso då laget spelade mot Tunisien i kvalet till fotbolls-VM 2010.